# Широкий Брієг

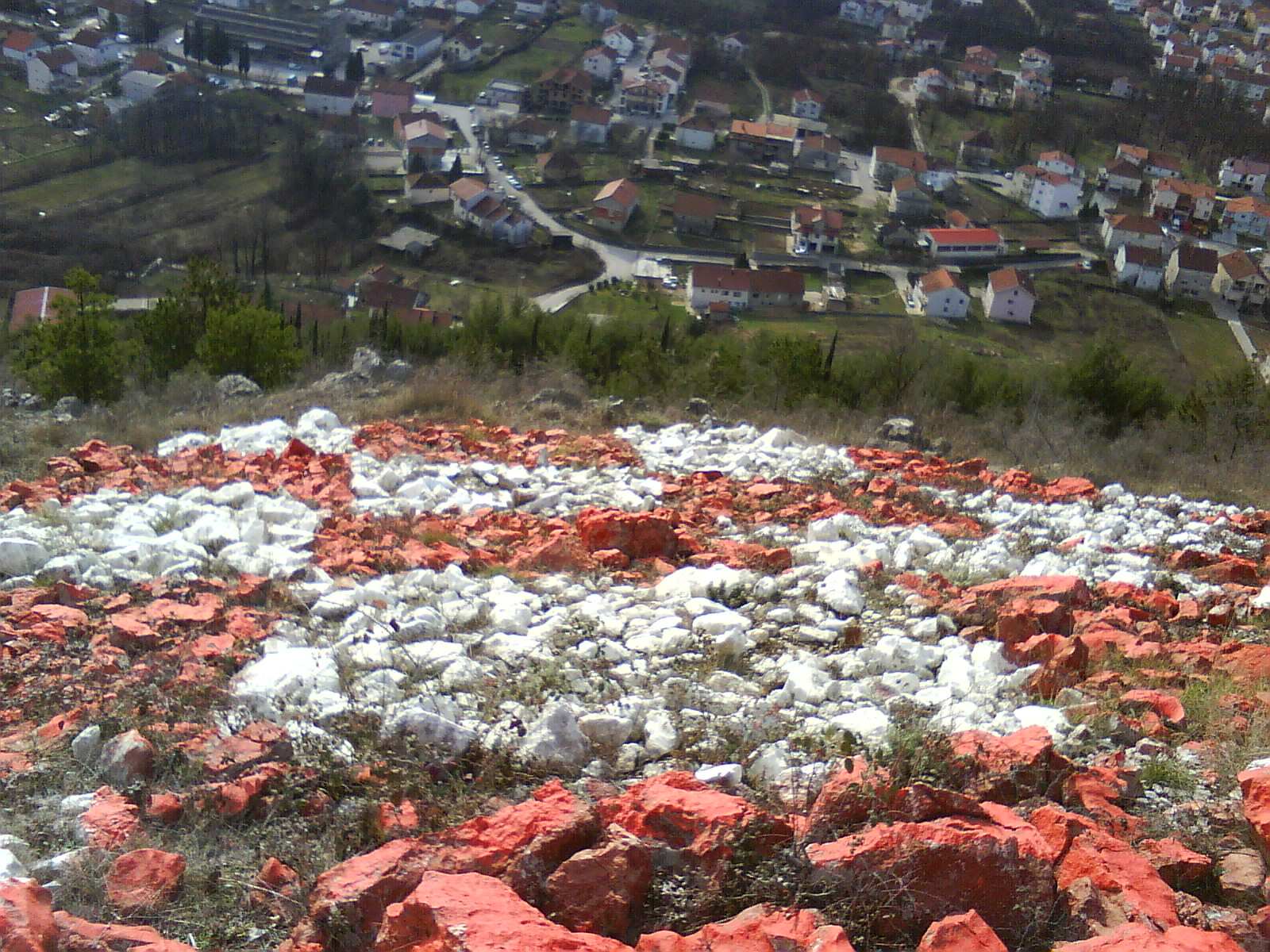
Хорватський прапор на Циганському пагорбі над містом Широкий Брієг

Широкий Брієг (босн. і хорв. Široki Brijeg, серб. Широки Бријег) — місто на півдні Боснії і Герцеговини, населене майже виключно боснійськими хорватами, адміністративний центр Західногерцеговинського кантону. Розташоване на річці Лиштиці приблизно за 20 км на захід від Мостара. Саме місто налічує близько 10 000 жителів, тоді як однойменна громада має близько 30 000 мешканців.

## Управління
На території міста Широкий Брієг розташовано такі органи виконавчої влади Західногерцеговинського кантону:
- Уряд Західногерцеговинського кантону
- Міністерство освіти, спорту та культури Західногерцеговинського кантону
- Міністерство юстиції та управління Західногерцеговинського кантону

## Демографія
За даними останнього офіційного перепису 1991 р. муніципалітет Широкий Брієг налічував 27 160 жителів, розподілених по 35 населених пунктах. Після підписання Дейтонських угод муніципалітет Широкий Брієг у цілості увійшов до складу Федерації Боснії і Герцеговини.

### Склад населення: муніципалітет Широкий Брієг, перепис1991р.
Всього: 27 160
- Хорвати — 26 864 (98,91 %)
- Серби — 148 (0,54 %)
- Боснійці — 9 (0,03 %)
- Югослави — 20 (0,07 %)
- Інші, неоголошені і невідомі — 119 (0,45 %)

### Склад населення: місто Широкий Брієг, перепис1991р.
Всього: 5 039
- Хорвати — 4 979 (98,80 %)
- Боснійці — 8 (0,15 %)
- Серби — 6 (0,11 %)
- Югослави — 10 (0,19 %)
- Інші, неоголошені і невідомі — 36 (0,75 %)

## Спорт
У місті базується однойменний футбольний клуб «Широкий Брієг».

## Відомі земляки
Гойко Шушак — хорватський політичний і громадський діяч, міністр оборони Республіки Хорватії у 1991—1998 рр.